# Mad Mouse
Mad Mouse is een stalen achtbaan in het Amerikaanse attractiepark Joyland Amusement Park te Texas. 